# Denha I
Denha I (Adiabene, 1225 – Baghdad, 24 febbraio 1281) è stato un vescovo cristiano orientale siro, vescovo di Beth Bagas, metropolita di Erbil e patriarca della Chiesa d'Oriente dal 1265 al 1281.

## Fonti
La maggior parte delle informazioni sulla vita e l'operato di Mar Denha I sono contenute nelle cronache degli storici nestoriani Sliwa bar Yuhanna e Mari ibn Sulayman, e dello storico siro-occidentale Barebreo, contemporaneo e amico del patriarca.
Il monaco Giovanni, forse segretario del patriarca, scrisse la sua vita, sotto forma di omelia, pubblicata con traduzione in francese da Jean-Baptiste Chabot nel 1895 con il titolo di Éloge du patriarche nestorien Mar Denha Ier.

## Biografia
Incerto è il luogo di nascita di Denha, avvenuta verso il 1225. Secondo il monaco Giovanni, nacque a Beth Bagas nell'Adiabene, a nord di Erbil, mentre Sliwa bar Yuhanna lo ritiene originario del villaggio di Rostaq a nord di Rawandiz.
Era monaco nel monastero di Beth Qoqa, quando, secondo l'interpretazione di Chabot di un versetto oscuro del monaco Giovanni, divenne vescovo di Beth Bagas. Era molto giovane, poiché, secondo il racconto di Barebreo, aveva trent'anni quando fu eletto metropolita di Erbil nel 1256 circa.
Denha era certamente già metropolita nel mese di novembre 1256, poiché partecipò in quest'occasione alla consacrazione del nuovo patriarca Makkikha II, succeduto a Sabrisho V, morto il 20 maggio. Nella successione patriarcale, Denha cercò invano di far valere la propria candidatura. A Erbil Denha si distinse per i buoni rapporti che seppe mantenere con i giacobiti in fuga da Mosul, conquistata dai Mongoli, e che accolse nella città episcopale, allestendo anche campi d'accoglienza. Durante il suo episcopato a Erbil, i Mongoli, guidati da Hulagu Khan, conquistarono Baghdad e misero fine, dopo secoli, al califfato abbaside.
Il 18 aprile 1265 morì il patriarca Makkika II e la sede patriarcale rimase vacante per diversi mesi. Secondo Sliwa bar Yuhanna, Denha fu eletto all'unanimità come nuovo patriarca, grazie anche all'appoggio della principessa cristiana Doquz Khatun. Fu consacrato il 15 novembre 1265 e pose la sua sede a Baghdad, nel palazzo che il conquistatore mongolo Hulagu Khan aveva concesso a Makkika II.
Denha subì l'esilio, all'incirca verso il 1267/1268, per aver cercato di convertire un mussulmano, il quale però era probabilmente un cristiano che aveva abiurato la propria fede. Rifugiatosi a Erbil, dovette nuovamente fuggire perché accusato di aver cercato di rovesciare il governatore di Baghdad; si rifugiò in Azerbaigian.
Poté rientrare a Baghdad, dove si trova nel 1277, quando accolse il mafriano Barebreo, con il quale ebbe uno scambio epistolare. Di questa corrispondenza non resta nulla, eccetto una lettera di Barebreo al patriarca.
Verso la fine della sua vita, Denha accolse a Maraga un'ambasciata di cristiani nestoriani proveniente dalla Cina, guidata da Marco di Kusang e dal monaco Rabban Bar Sauma; il patriarca consacrò vescovo Marco e lo inviò in Cina. Ma le difficoltà nei viaggi impedì al nuovo vescovo di recarsi nella sua terra di missione.
Nel viaggio di ritorno verso Baghdad, Denha si ammalò e morì il 24 febbraio 1281. Gli succedette sulla cattedra patriarcale il vescovo Marco, che prese il nome di Yab-Alaha III.
Del patriarca Denha restano alcuni scritti: un inno sulla croce e un trattato sulla fede nestoriana.